# Christian Lax
Pour les articles homonymes, voir Christian Lacroix (homonymie), Lacroix et LAX.
Christian Lacroix, dit Christian Lax, est un dessinateur et scénariste français de bande dessinée, né le 2 janvier 1949 à Lyon.

## Biographie
Diplômé de l'École des beaux-arts de Saint-Étienne en 1975, il commence sa carrière dans la publicité en indépendant. En parallèle, il dessine des planches qui paraissent dans Fripounet, Métal hurlant, Le Journal de l'auto... En 1982, Glénat publie son premier album, Ennui mortel, avec Michel Aubrun au scénario, et l'artiste devient professeur de bande dessinée à l'École Émile-Cohl. Avec son frère Yves Lacroix, il co-écrit, dessine et publie en 1987 sa première BD en tant qu’auteur complet Des maux pour le dire.
En 1993, avec Frank Giroud, Lax créé La Fille aux ibis, récit mettant en scène la Roumanie sous Nicolae Ceaușescu puis la chute du régime lors de la révolution roumaine de 1989. L'ouvrage reçoit le premier prix France Info de la bande dessinée d'actualité et de reportage en 1994. En 1997, le même prix lui est décerné pour Chiens de fusil. Toujours avec Giroud, il dessine le diptyque de bande dessinée historique Azrayen' qui leur vaut en 1999 le grand prix de la critique.
Féru de cyclisme, il suit depuis l'adolescence les étapes du Tour de France et participe à des courses. Après trois années de travail, il publie en 2005 L'Aigle sans orteils (Dupuis, coll. Aire libre). L'ouvrage lui vaut le grand prix RTL de la bande dessinée, le prix de la bande dessinée historique aux Rendez-vous de l'histoire à Blois ainsi que le prix du jury œcuménique de la bande dessinée en 2006, le prix Bédélys d'or et le prix du meilleur scénario au festival BD de Chambéry. 
À l'école Émile Cohl, Lax est enseignant de Frédéric Blier et scénarise pour lui Amère Patrie, publié en deux tomes dans la collection « Aire libre » des éditions Dupuis entre 2007 et 2011,. 
En 2011, le festival bd BOUM lui décerne, pour l'ensemble de son œuvre, le prix « Grand Boum-Ville de Blois ».
Dans ses récits, souvent axés sur l'histoire du XXe siècle, Lax s'attache à montrer « à quel point l'histoire sociale pèse sur chaque génération ».

## Œuvres publiées

### One shots
- Ennui Mortel, Glénat, coll. BD Noire,  (ISBN 2-7234-0263-0), 1981
Scénario : Michel Aubrun - Dessin : Christian Lax - Couleurs : N&B
- Maxime Tourbillon, Glénat,  (ISBN 2-7234-0438-2), 1984
Scénario : Michel Aubrun - Dessin et couleurs : Christian Lax
- Les aventures de Poil de Carotte, Marcillat, 1986
Scénario : Michel Aubrun - Dessin : Christian Lax - Couleurs : Christine Tardy
- Des maux pour le dire, Vents d'Ouest,  (ISBN 2-86967-046-X), 1987
Scénario : Yves Lacroix et Christian Lax - Dessin : Christian Lax - Couleurs : N&B
- 1789 - Qui seriez-vous ? Que feriez-vous ?, Vents d'Ouest,  (ISBN 978-2-86967-080-8), 1989
Scénario : Patrick Cothias - Dessin : Christian Lax - Couleurs : N&B
- La fille aux ibis, Dupuis, coll. « Aire Libre »,  (ISBN 2-8001-1984-5), 1993
Scénario : Frank Giroud - Dessin et couleurs : Christian Lax
- Sarane, Dupuis, coll. « Aire Libre »,  (ISBN 2-8001-2119-X), 1994
Scénario, dessin et couleurs : Christian Lax
- Soleil cou coupé, Dupuis, coll. « Aire Libre »,  (ISBN 2-8001-2220-X), 1995
Scénario : Bertois - Dessin et couleurs : Christian Lax
- Chiens de fusil, Dupuis, coll. « Aire Libre »,  (ISBN 2-86967-505-4), 1996
Scénario, dessin et couleurs : Christian Lax
- L'Aigle sans orteils, Dupuis, coll. « Aire Libre »,  (ISBN 2-8001-3711-8), 2005
Scénario, dessin et couleurs : Christian Lax
- Pierre qui roule, Casterman, coll. « Rivages/Casterman/Noir »,  (ISBN 978-2-203-38401-9), 2008
Scénario : Donlad E. Westlake et Christian Lax - Dessin et couleurs : Christian Lax
- L'Écureuil du Vel'd'Hiv, Futuropolis,  (ISBN 978-2-7548-0780-7), 2012
Scénario, dessin et couleurs : Christian Lax
- Un certain Cervantès, Futuropolis,  (ISBN 978-2-7548-0981-8), 2015
Scénario, dessin et couleurs : Christian Lax
- Une Maternité rouge, Futuropolis Musée Du Louvre,  (ISBN 978-2-7548-1660-1), 2019
Scénario, dessin et couleurs : Christian Lax
- L'université des chèvres, Futuropolis,  (ISBN 978-2-7548-2933-5), 2023
Scénario, dessin et couleurs : Christian Lax

### Séries
Hector le castor
- no 1 Hector le castor : La menace de Zénon, Glénat,  (ISBN 2-7234-0560-5), 1985
Scénario : Michel Aubrun - Dessin : Christian Lax - Couleurs : Françoise Dirat
- no 2 Hector le castor : L'aventure du fer blanc, Glénat,  (ISBN 2-7234-0821-3), 1987
Scénario : Michel Aubrun - Dessin : Christian Lax - Couleurs : Indéterminé

La marquise des Lumières
- 1 La marquise des Lumières : La vierge et l'enfant, Vents d'Ouest, coll. « Il y a deux cents ans »,  (ISBN 2-86967-040-0), 1987
Scénario : Patrick Cothias - Dessin : Christian Lax - Couleurs : Claudine Blanc-Dumont
- 2 La marquise des Lumières : Le destin de Zoé, 1988,  (ISBN 2-86967-068-0), Vents d'Ouest, coll. « Il y a deux cents ans »
Scénario : Patrick Cothias - Dessin : Christian Lax - Couleurs : Claudine Blanc-Dumont
- 3 La marquise des Lumières : Le sourire du pendu, 1989, editeur, Vents d'Ouest, coll. « Il y a deux cents ans »
Scénario : Patrick Cothias - Dessin : Christian Lax - Couleurs : Claudine Blanc-Dumont - (ISBN 2-86967-085-2) édité erroné
- 4 La marquise des Lumières : Le glaive et la balance, 1990,  (ISBN 2-86967-095-8), Vents d'Ouest, coll. « Il y a deux cents ans »
Scénario : Patrick Cothias - Dessin : Christian Lax - Couleurs : Claudine Blanc-Dumont
- Int La marquise des Lumières, 1996,  (ISBN 2-7234-2185-6), Vents d'Ouest, coll. Vécu
Scénario : Patrick Cothias - Dessin : Christian Lax - Couleurs : Claudine Blanc-Dumont

Les oubliés d'Annam
- 1 Les oubliés d'Annam, Dupuis, coll. « Aire Libre »,  (ISBN 2-8001-1788-5), 1990
Scénario : Frank Giroud - Dessin et couleurs : Christian Lax
- 2 Les oubliés d'Annam, Dupuis, coll. « Aire Libre »,  (ISBN 2-8001-1834-2), 1991
Scénario : Frank Giroud - Dessin et couleurs : Christian Lax
- Int Les oubliés d'Annam, Dupuis, coll. « Aire Libre »,  (ISBN 2-8001-2817-8), 2000
Scénario : Frank Giroud - Dessin et couleurs : Christian Lax

Azrayen'
- no 1 Azrayen', Dupuis, coll. « Aire Libre »,  (ISBN 2-8001-2599-3), 1998
Scénario : Frank Giroud - Dessin et couleurs : Christian Lax
- no 2 Azrayen', Dupuis, coll. « Aire Libre »,  (ISBN 2-8001-2803-8), 1999
Scénario : Frank Giroud - Dessin : Christian Lax
- Int Azrayen', Dupuis, coll. « Aire Libre »,  (ISBN 2-8001-3548-4), 2004
Scénario : Frank Giroud - Dessin et couleurs : Christian Lax

Le Choucas
- no 1 Le Choucas rapplique, Dupuis, coll. « Repérages »,  (ISBN 2-8001-2899-2), 2001
Scénario, dessin et couleurs : Christian Lax
- no 2 Le Choucas s'incruste, Dupuis, coll. « Repérages »,  (ISBN 2-8001-3040-7), 2001
Scénario, dessin et couleurs : Christian Lax
- no 3 Le Choucas enfonce le clou, Dupuis, coll. « Repérages »,  (ISBN 2-8001-3116-0), 2001
Scénario, dessin et couleurs : Christian Lax
- no 4 Le Choucas n'en mène pas large, Dupuis, coll. « Repérages »,  (ISBN 2-8001-3246-9), 2002
Scénario, dessin et couleurs : Christian Lax
- no 5 Le Choucas met le feu aux poudres, Dupuis, coll. « Repérages »,  (ISBN 2-8001-3379-1), 2003
Scénario, dessin et couleurs : Christian Lax
- no 6 Le Choucas gagne à être connu, Dupuis, coll. « Repérages »,  (ISBN 2-8001-3521-2), 2004
Scénario et dessin : Christian Lax - Couleurs : Émile Lacroix
- HS Dossier de presse, Dupuis, coll. « Repérages », 2000
Scénario, dessin et couleurs : Christian Lax
- Int Le Choucas, Dupuis, coll. « Repérages »,  (ISBN 2-8001-3852-1), 2006
Scénario, dessin et couleurs : Christian Lax

Les Tribulations du Choucas
- no 1 Trekking payant, Dupuis, coll. « Repérages »,  (ISBN 2-8001-3704-5), 2006
Scénario, dessin et couleurs : Christian Lax
- no 2 La brousse ou la vie, Dupuis, coll. « Repérages »,  (ISBN 978-2-8001-3923-4), 2008
Scénario, dessin et couleurs : Christian Lax

Amère patrie
- no 1 Tome 1, Dupuis, coll. « Aire Libre »,  (ISBN 978-2-8001-4007-0), 2007
Scénario : Christian Lax - Dessin : Frédéric Blier - Couleurs : Meephe
- no 2 Tome 2, Dupuis, coll. « Aire Libre »,  (ISBN 978-2-8001-4806-9), 2011
Scénario : Christian Lax - Dessin : Frédéric Blier - Couleurs : Philippe Glogowski
- Int Amère patrie, Dupuis, coll. « Aire Libre »,  (ISBN 979-1-03-473463-4), 2018
Scénario : Christian Lax - Dessin : Frédéric Blier - Couleurs : Philippe Glogowski

Les chevaux du vent
- no 1 Première partie, Dupuis, coll. « Aire Libre »,  (ISBN 978-2-8001-4111-4), 2008
Scénario : Christian Lax - Dessin : Jean-Claude Fournier - Couleurs : Jean-Claude Fournier
- no 2 Seconde partie, Dupuis, coll. « Aire Libre »,  (ISBN 978-2-8001-5580-7), 2012
Scénario : Christian Lax - Dessin et couleurs : Jean-Claude Fournier
- Int. Les chevaux du vent, Dupuis, coll. « Aire Libre »,  (ISBN 978-2-8001-7333-7), 2017
Scénario : Christian Lax - Dessin et couleurs : Jean-Claude Fournier

Pain d'alouette
- no 1 Première époque, Futuropolis,  (ISBN 978-2-7548-0306-9), 2009
Scénario, dessin et couleurs : Christian Lax
- no 2 Seconde époque, Futuropolis,  (ISBN 978-2-7548-0378-6), 2011
Scénario, dessin et couleurs : Christian Lax
- Int. Pain d'alouette, Futuropolis,  (ISBN 978-2-7548-3349-3), 2022
Scénario, dessin et couleurs : Christian Lax

### Recueils
- Échappées belles, Futuropolis / Aire Libre, 2013,  (ISBN 978-2-754-81000-5)

### Collectifs
- Joyeux Noël, Bonne Année, Vents d'Ouest, 1987,  (ISBN 2-86967-045-1)
- Brassens. Volume 1 : 1952 - 1955, Vents d'Ouest, 1989,  (ISBN 2-86967-101-6)
- Innuat, en quête de mémoires, Paquet, 2000  (ISBN 2-940199-39-6)
- Regards croisés : La Chine et la France vues par... , Mosquito, 2015  (ISBN 978-2-352-83289-8)

## Prix
- 1994 : prix France Info avec Frank Giroud pour La Fille aux ibis.
- 1999 : prix Bloody Mary pour Azrayen' , t. 1[16].
- 1997 : prix France info pour Chiens de fusil.
- 2005 : 
  - prix Château de Cheverny de la bande dessinée historique pour L'Aigle sans orteils ;
  - grand prix RTL de la bande dessinée pour L'Aigle sans orteils.
- 2006 : 
  - prix du jury œcuménique de la bande dessinée pour L'Aigle sans orteils ;
  - prix du meilleur scénario au festival BD de Chambéry ;
  - prix Bédélys pour L'Aigle sans orteils.
- 2011 : prix « Grand Boum-Ville de Blois » du festival bd BOUM, pour l'ensemble de son œuvre.

#### Livres
- Patrick Gaumer, « Lax », dans Dictionnaire mondial de la BD, Paris, Larousse, 2010 (ISBN 9782035843319), p. 511-512.
- Serge Buch, Jean-Michel Vernet, Gilles Ratier et Lax, Lax : une monographie, Saint-Égrève, Mosquito, 2010, 127 p. (ISBN 978-2-35283-034-4 et 2-35283-034-6)

#### Articles
- Xavier Alexandre, « Amère patrie, tome 1 », Ouest-France,‎ 7 octobre 2007.
- David Taugis, « Amère Patrie - T1 - par Blier & Lax - Dupuis », sur Actua BD, 9 novembre 2007.
- David Taugis, « Amère patrie, T.2 - Par Blier & Lax - Dupuis », sur Actua BD, 20 décembre 2011.
- Didier Quella-Guyot, « Un certain Cervantès par Christian Lax », sur BD Zoom, 24 avril 2015.
- L.T., « Christian Lax, le dessinateur complet », Le Progrès,‎ 24 novembre 2007.
- Pascal Ory, « L'autre Vel' d'hiv », L'Histoire,‎ 1er décembre 2012.
- La rédaction, « Bandes dessinées. Chiens de fusil, de Lax », Le Monde des livres,‎ 8 novembre 1996.
- Yves-Marie Labé, « Destins ambigus », Le Monde des Livres,‎ 4 juin 1993.
- Pierre Serna, « Leçon décoloniale de la "princesse rouge". Une maternité rouge », L'Humanité,‎ 7 mars 2019.
- Nicolas Michel, « Une maternité rouge, la BD de Christian Lax sur le patrimoine africain », Jeune Afrique,‎ 5 mars 2019 (lire en ligne)
- Frédrique Pelletier, « Les chevaux du vent, t.1 : sur le toit du monde », dBD, no 27,‎ octobre 2008, p. 81.

#### Ressources audiovisuelles
- Jean-François Cadet, « Christian Lax, une maternité rouge », sur Radio France Inter, 9 janvier 2019.
- Denis Marc, « Un certain Cervantès », sur www.rtbf.be, 21 avril 2015.

#### Interviews
- Didier Pasamonik, Frédéric Blier (int.) et Christian Lax (int.), « Chr. Lax et F. Blier : « Il y avait alors en Haute Loire comme en Afrique un terrible poids des traditions » », sur Actua BD, 17 septembre 2007.
- Melville, Placido et Lax (Int.), « Entretien avec Christian Lax », sur sceneario.com, janvier 2012.
- Thierry Dromard et Lax (int.), « Lax l'audace », Le Progrès,‎ 18 décembre 1998.
- La rédaction et Lax (int)., « Lax : "Le Choucas, mon double de papier" », sur Tout en BD, 31 janvier 2006.
- Benoît Cassel et Lax (int)., « interview Bande dessinée : Christian Lax », sur Planète BD, 26 mai 2008.
- Charles-Louis Detournay et Lax (int)., « Christian Lax : « La Maternité rouge est un road-movie culturel où l’humain tente de retrouver sa place » », sur Actua BD, 22 mai 2019.